# Electroclash

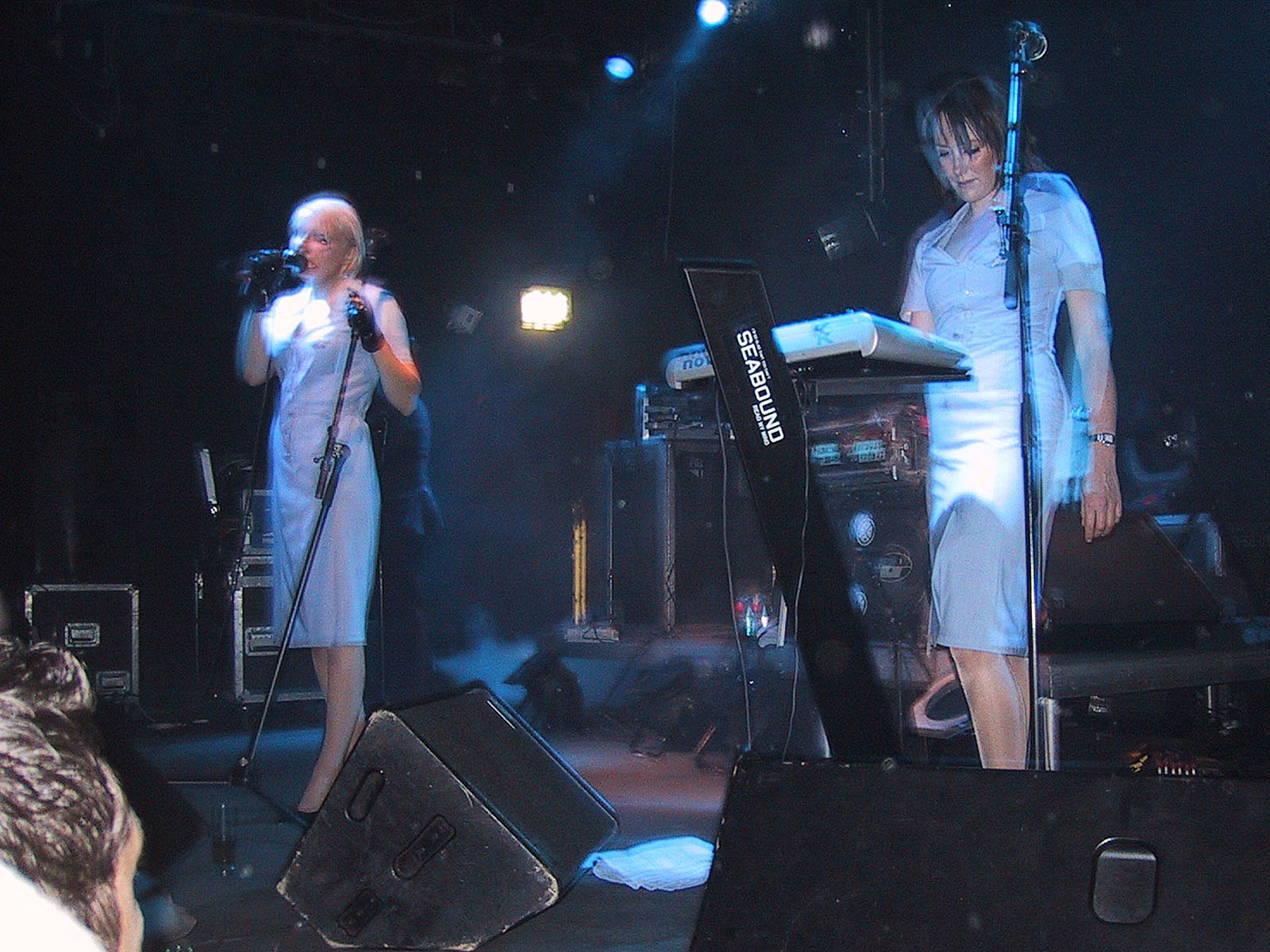
Gruppen Client vid en konsert i Krefeld 2005

Electroclash är en musikgenre som blandar bland annat electro, synthpop och punk.
En vanlig företeelse inom denna musikgenre är den kaxiga attityden och "sexiga" texter.

## Instrument och sound
Typiska instrument för electroclash är syntar, trummaskiner och gitarrer. Några speciella kännetecken för electroclash är förvrängda röster, discotrummor och syntbasar.
Genren är även associerad med delar av syntpunk och enkla fraser av ord som repeteras om och om igen. Exempel på vanligt förekommande motiv är sex, robotar, smink, våld, disco, sprit och droger 

## Historia
Electroclash som genre startade på slutet av 1990-talet med pionjärerna I-F's Space Invaders are smoking grass.
Electroclash blev känt som en genre efter att New York höll en Electroclashfestival oktober 2001. Genren har även blivit stor runt om i Europa. Festivalen hölls även 2002, 2003 och 2004.
Mycket av banden och genren slutade upp vid ca 2005 då man blandade så många stilar att det inte längre är konsekvent electroclash

## Produktion och producentroller
Genom att allt fler kvinnor blivit producenter har det skapat ändringar inom musikproduktionen och distributionen av electroclash. Dessa ändringar har fått genren dit den är idag.
Många producenter inom electroclash blandar ny teknik med datorer och mjukvara, med gamla mikrofoner och trumsamplare för att åstadkomma det hybrid elektroniska ljudet som kännetecknar electroclash.
Det visuella inom genren har blivit associerat med filmen Liquid Sky från 1982.

## Larry Tee
Larry Tee var den DJ från New York som började använda frasen Electroclash för att beskriva musiken som han beskrev som en blandning av syntpop, techno och punk.

## Artister inom Electroclash
Några stora band inom genren är Are Weapons, Fischerspooner, The Hacker, Miss Kittin och Scissor Sisters. Alice in Videoland, Tiga, Avenue D, Chicks On Speed, Ladytron, Peaches Adult, Felix da Housecat, Vive la Fête, Goldfrapp, Digitalism och Sexy Sush Hadouken!